# Köpmannabanken
Ej att förväxla med Stockholms köpmannabank.
Köpmannabanken var en kortlivad svensk bank, verksam 1917–1921.
Banken hade sitt ursprung i Stockholmsbaserade Arbetareringens bank, men expanderade snabbt genom förvärv och nyetableringar. När banken avvecklades uppgick dess kontor i Stockholm och Sörmland i Sörmlands enskilda bank medan Skånekontoren bildade Skånska banken.

## Historik

### Bildande
Köpmannabanken var en ombildning av Arbetareringens bank, som hade sitt huvudkontor i Stockholm. Ombildningen föranleddes av att Sveriges minuthandlares riksförbund ville ha en bank som bättre företrädde handelns intressen. Det drevs i synnerhet av en grupp köpman i Skåne sedan den tidigare skånska banken Malmö folkbank nyligen uppgått i Industribanken.
Bolagsordningen fastställdes 1917 med oktroj som gällde till 1927. Konstituerande bolagsstämma hölls den 12 mars 1918. I samband med detta tog man över Arbetareringens banks tidigare verksamhet.
Arbetareringens bank hade länge bara haft kontor ett kontor i Stockholm, men hade under sina sista år expanderat till fyra avdelningskontor i Stockholm och kontor i Eskilstuna, Nynäshamn och Söderhamn. Kort efter bildandet öppnades kontor i Malmö och Uppsala.

### Verksamhet
Senare under 1918 öppnades kontor i Skurup, Bjuv, Brösarp, Vitaby och Landskrona. Ett kontor i Göteborg öppnade vid årsskiftet 1918/1919. I december 1918 meddelas att Köpmannabanken ska ta över Stockholms privatbanks kontor i Skåne, belägna i Malmö, Trelleborg, Billesholms gruva, Billinge, Genarp, Harlösa, Håslöv, Kävlinge, Mjöhult, Rydsgård, Sjöbo, Södra Åby, Tygelsjö och Tågarp. I mars 1919 tar man även över Privatbankens kontor i Haparanda. Den 31 mars 1919 öppnades även ett kontor i Gällivare.
Verkställande direktör hade från starten varit Carl Ad. Carlson. Han efterträddes i augusti 1919 av Otto Wichman.
Den 2 januari 1920 noterades bankens aktier på Stockholms fondbörs.
År 1920 hade banken kontor i Billesholms gruva, Billinge, Bjuv, Brösarp, Eskilstuna, Genarp, Gällivare, Göteborg, Haparanda, Harlösa, Håslöv, Landskrona, Malmö, Mjöhult, Nynäshamn, Rydsgård, Sjöbo, Skurup, Söderhamn, Södra Åby, Trelleborg, Tygelsjö, Uppsala och Vitaby.

### Avveckling
Den 2 november 1920 meddelas en överenskommelse som innebar att Köpmannabanken skulle tas över av Sörmlands enskilda bank. Genom övertagandet etablerade sig Sörmlandsbanken i Stockholm och tog även över rörelsen i Eskilstuna och Nynäshamn. Övriga kontor skulle överlåtas på andra banker.
För de många Skånekontoren var det inledningsvis planerat att dessa skulle övertagas av Nordiska Handelsbanken, men det ledde istället till att en ny bank, Skånska banken, bildades för att överta denna verksamhet. Av avdelningskontoren fick Skånska banken behålla Billinge, Bjuv, Brösarp-Vitaby, Genarp, Harlösa, Håslöv, Mjöhult, Rydsgård, Sjöbo, Södra Åby och Tygelsjö, men ålades att dra in kontoren Trelleborg och Skurup.
Svenska handelsbanken tog över avdelningskontoret i Haparanda, Värmlands enskilda bank det i Göteborg och Skandinaviska kreditaktiebolaget det i Söderhamn.